# 羅得
羅得或譯羅特（英語：Lot，意即隱藏、覆蔽）是希伯来圣经记载的人物，乃摩押人和亞捫人的始祖。羅得是以色列人始祖亞伯拉罕的侄子，是亞伯拉罕兄弟哈蘭的兒子。

## 舊約聖經中的羅得

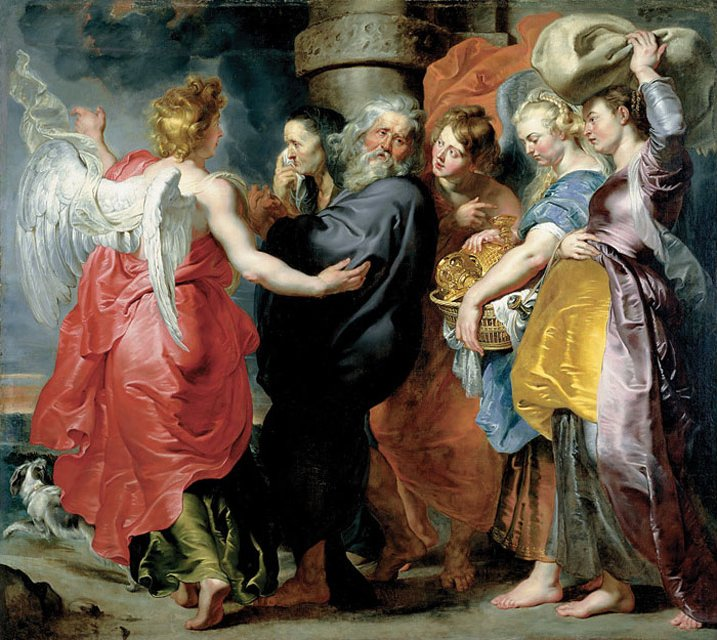
逃走中的羅得一家（魯本斯作品，繪於17世紀）

羅得生卒年不詳也沒有留下墓地，不過有關的他事跡，記載於《聖經·創世記》第11至14章，以及创世纪19章內。（以下以創字及數字簡示《創世記》的章節）
有關羅得最早的記載，源於創世記12:5節，亞伯蘭（即亞伯拉罕的原名）接受上帝耶和華的吩咐，離開他原居的吾珥，舉家前往迦南地去，羅得亦隨同前往。然而由於當地出現饑荒，他們被迫從迦南地到埃及暫住。
羅得與亞伯蘭漸漸富有起來，並移至迦南的南地居往。他們過著遊牧的生活，而且擁有很多牲畜，以致當地無法容納他們，他們的牧人經常發生衝突。亞伯蘭顧及他與羅得間的親戚關係，遂向羅得提出分開各自發展。最後，羅得選擇了靠近所多瑪與蛾摩拉一帶的平原，亞伯蘭則住在迦南地。他們分開後，羅得漸漸移到所多瑪居往。
較濕潤富庶的土壤原為神的恩典，發展出安逸的城市生活，但也因人性的黑暗面發展而自為地充滿荒唐悖謬的罪惡，預表義人（羅德）憑恃自己的能力與先知的身分，選擇了讓家人趨附了充滿物慾污染身心的危險環境。

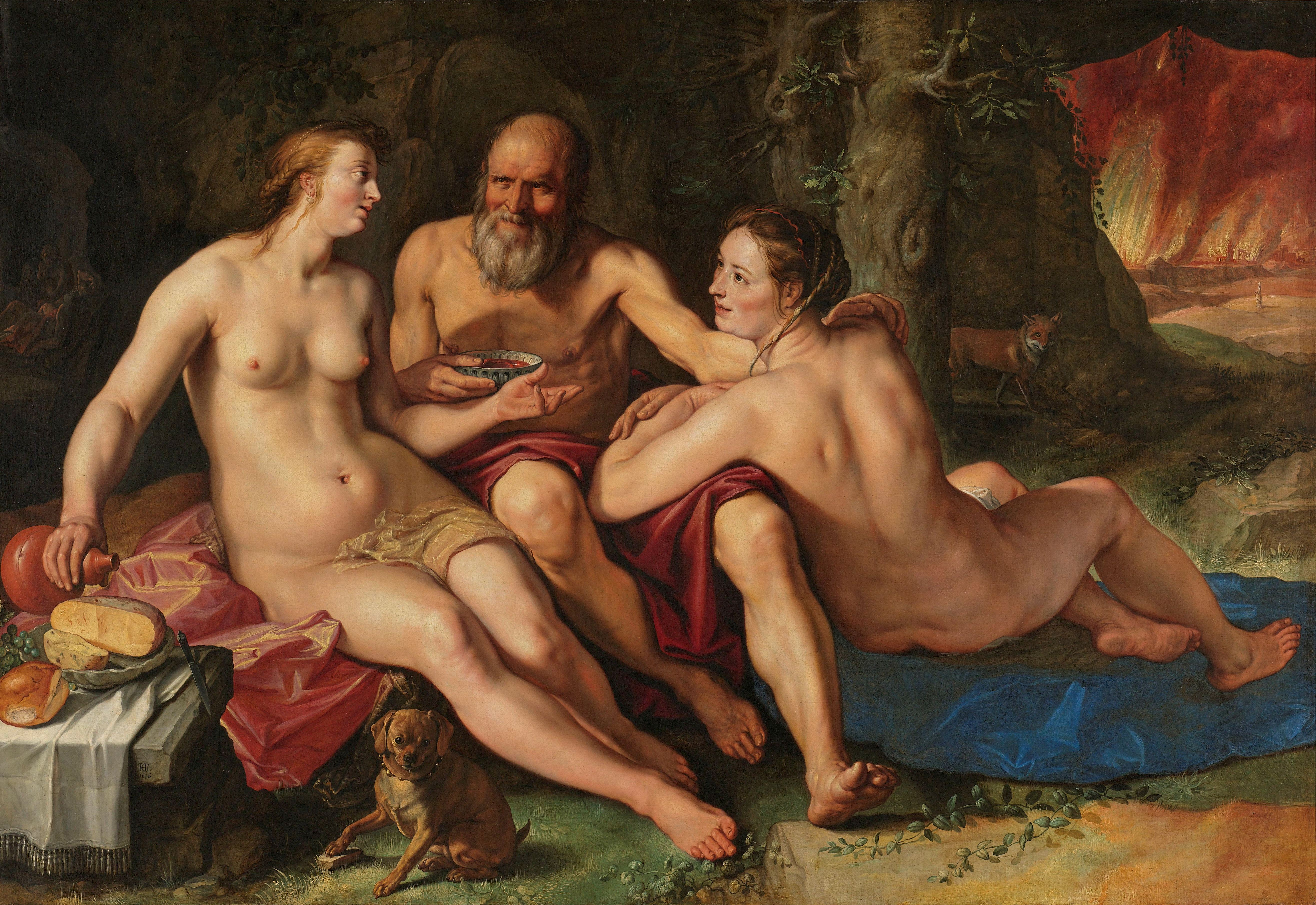
Hendrik Goltzius作品，羅得和他的女兒們，畫中的羅得正被他兩個女兒勾引，1616年

由於所多瑪蛾摩拉發生戰亂，羅得與他的家財一併被擄走。亞伯蘭知道後，立即率領數百人前往救援，成功救出羅得一家。
所多瑪與蛾摩拉是兩個沉溺罪惡的城市，上帝決意要毁滅這二城，並差派天使前往營救羅得一家。所多瑪城的人不曉得是天使，只知兩個英俊的美男子到羅得的家，竟要求羅得交出兩人任由他們擺佈。羅得只好說：「諸君，請你們不要作這等惡事。我有兩個女兒，還是處女，可以任憑各位玩弄，惟請諸君不要對我的貴客動手。」正當所有人打算一擁而上，天使立即把羅得父女拉進屋內，並令他們無法進入屋內。類似情節於《士師記》第19章参便雅憫人在基比亞的罪行中亦曾出現。
天使告訴羅得一家，上帝耶和華打算毁滅所多瑪與蛾摩拉，並囑咐他們一家立即離開逃往瑣珥。羅得的女婿並不相信天使的說話，故此最終只有羅得、他的妻子及兩名女兒離開。天使叮囑他們往山上跑，更不可以在逃命時停留站住及回頭看。耶和華上帝從天上降硫磺及火，把所多瑪、蛾摩拉及附近的一切都毁滅，然羅得之妻並無遵從天使的吩咐，在逃命時回頭一看，立即變作了一根鹽柱（燒成灰白色）。
此事過後，羅得為免被人知道他們是來自所多瑪與蛾摩拉，於是遷離瑣珥(Zoara)，到了附近的山裏與兩名女兒居於山洞內。兩名女兒為免絕後，決定親自懷孕，於洞內兩晚間，先後灌醉羅得，趁其意識模糊間與其發生性行為。大女兒後來誕下兒子摩押，即摩押人的始祖；小女兒則誕下兒子便亞米，即亞捫人的始祖。
摩西在帶領族人出埃及時，雖然摩押與亞捫人是犯了亂倫的後代（預表犯罪的勢力），且阻擋了回歸的隊伍（預表經歷神的勢力），但神仍要求摩西避免攻打自己的親族，因此使得摩西與族人經歷在曠野繞了四十年的苦難，多次瀕臨饑荒與危險的滅亡邊緣，摩西更因此一再受族人的質疑與責難，讓摩西受盡遵守神示的考驗，才進入上帝應許之地。預表義人違背神示而安於趨附世俗利益，不僅害了自己，也可能阻礙了親族。
摩押與亞捫兩族人，雖未與親族互戰而滅亡，最後仍終歸走向敗亡。

## 聖經中其他關於羅得的記載
- 《路加福音》17:28-29、17:32
- 《彼得後書》2:6-7：當中使徒彼得稱羅得為「義人」，並為所多瑪與蛾摩拉中惡人的淫行憂傷。

## 古兰经中的罗得
在伊斯兰教信仰中罗得也被视为先知，但《古兰经》对其经历的描写与《圣经》略有不同，例如不存在他与两个女儿乱伦的描写。

## 畫作
勾引羅得的題材在文藝復興藝術中多有表現：

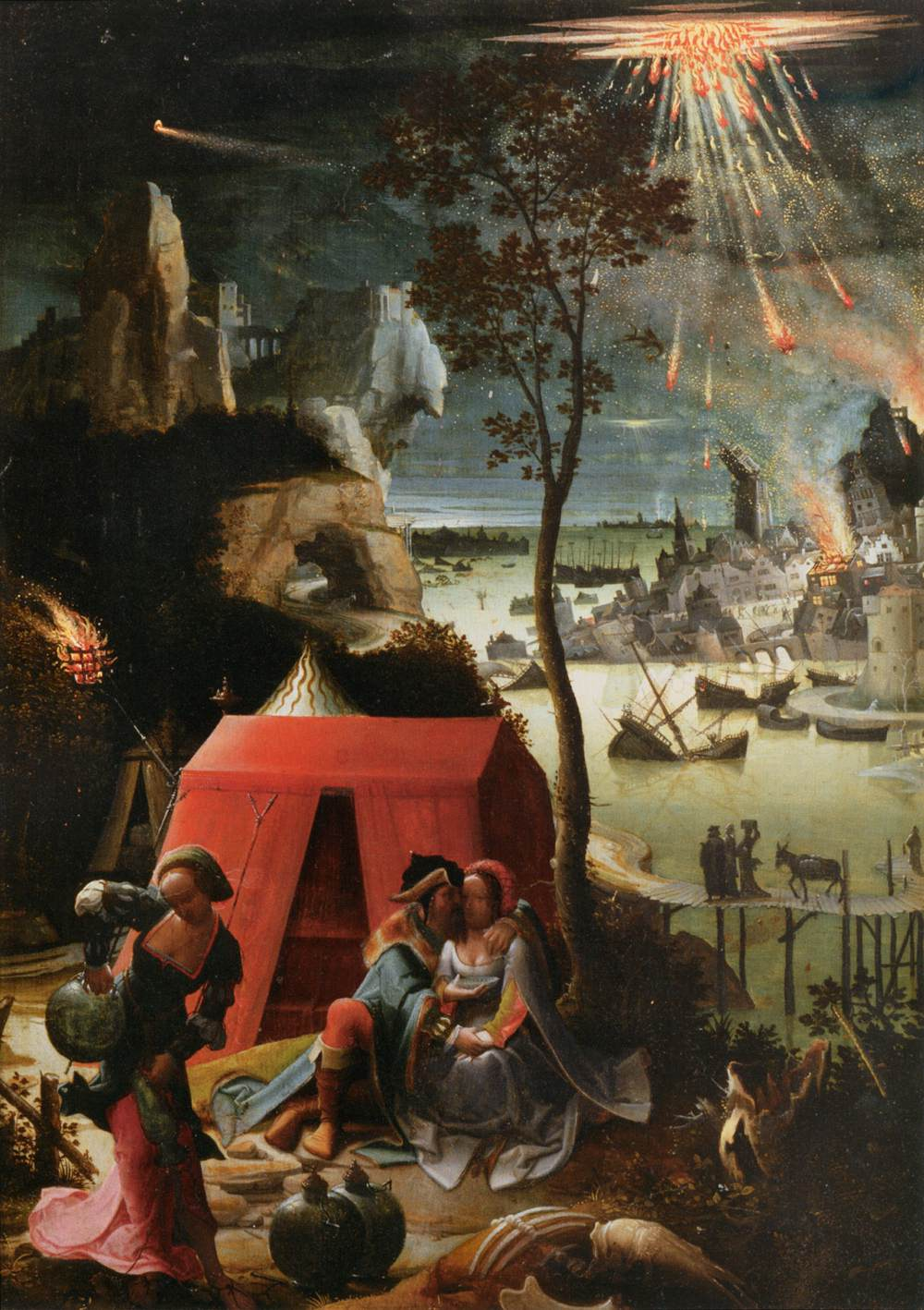
卢卡斯·范·莱顿, 1520年
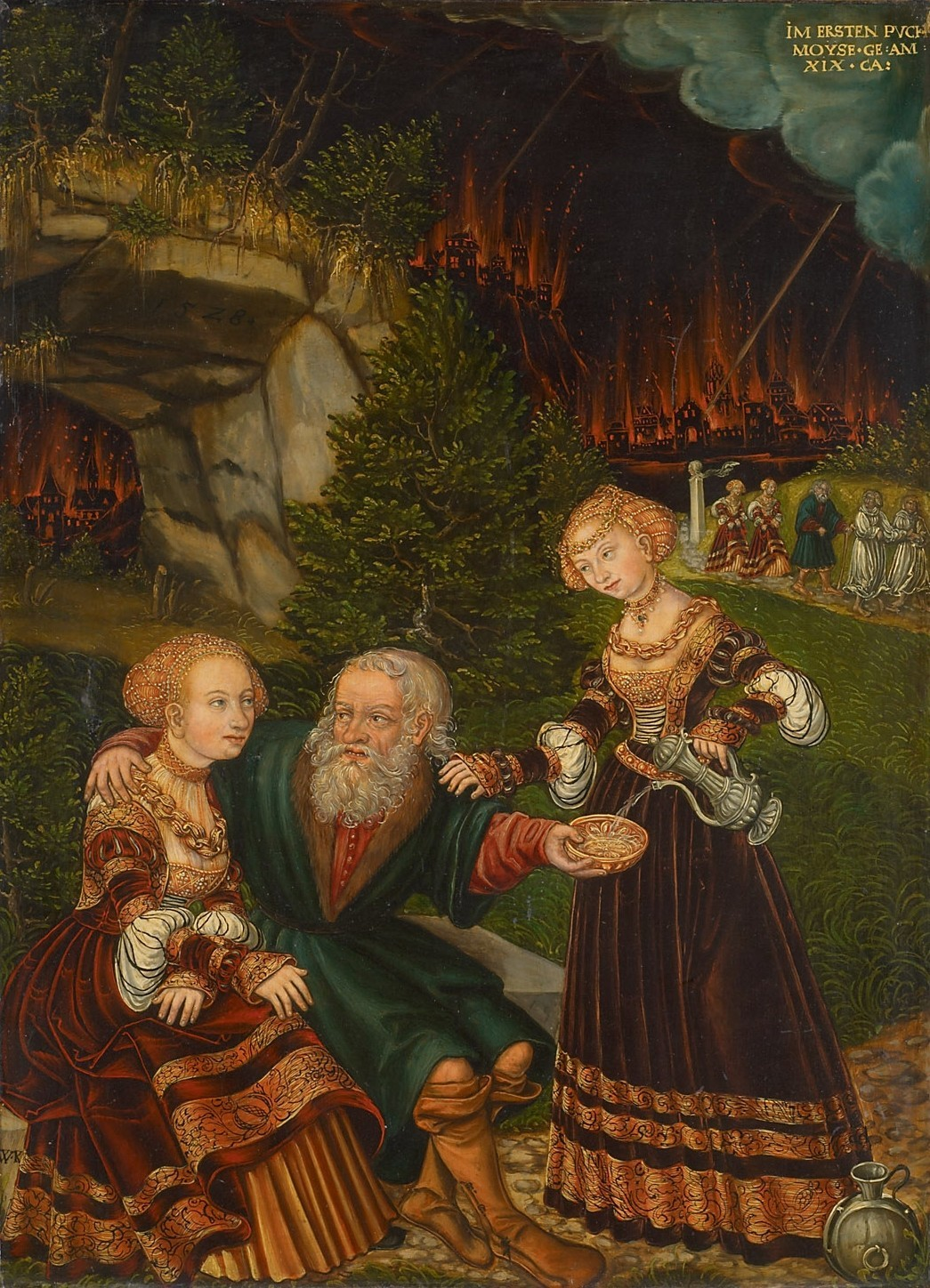
Wolfgang Krodel d. Ä., 1528年
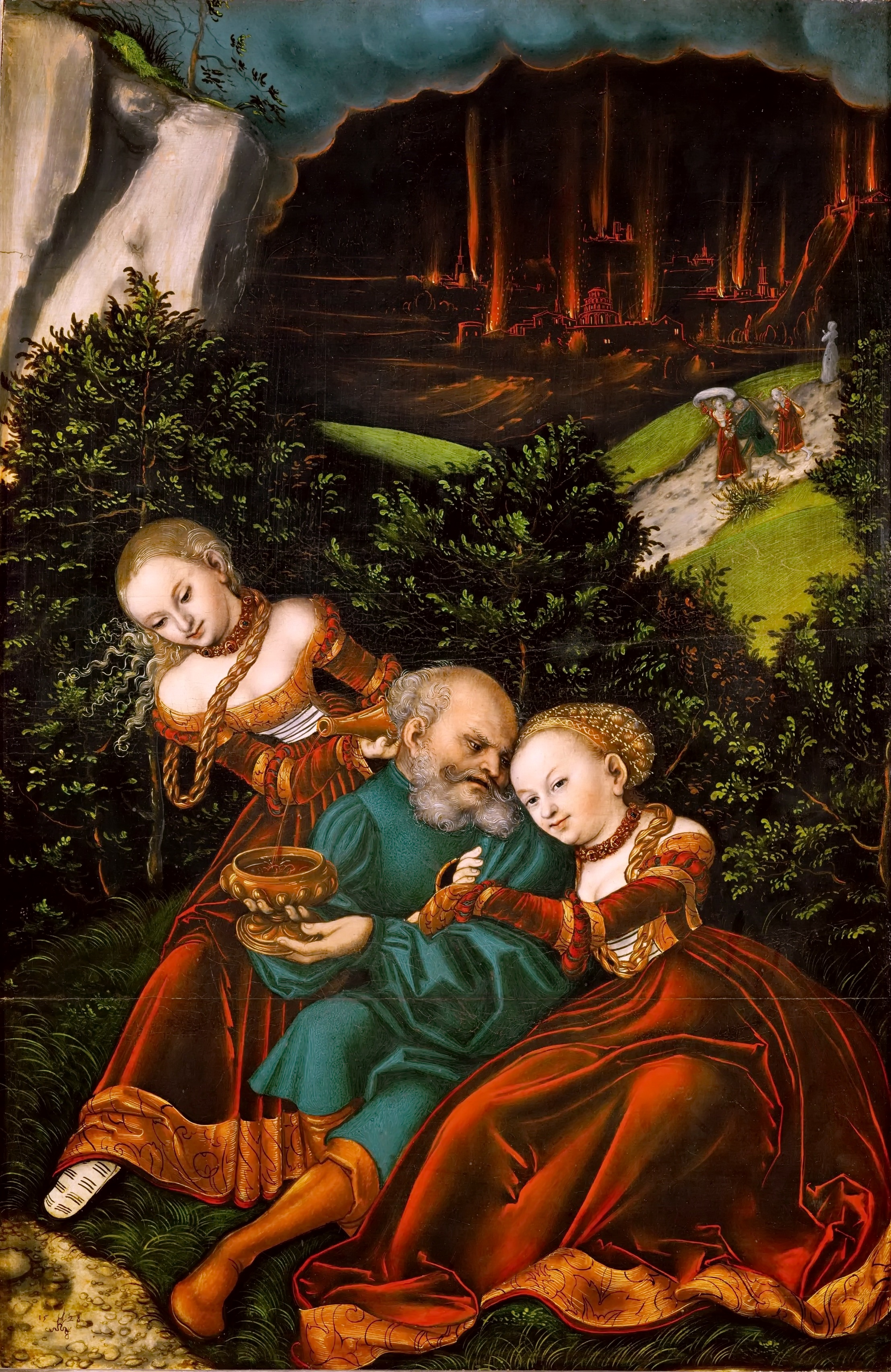
Lucas Cranach the Elder, 1528年
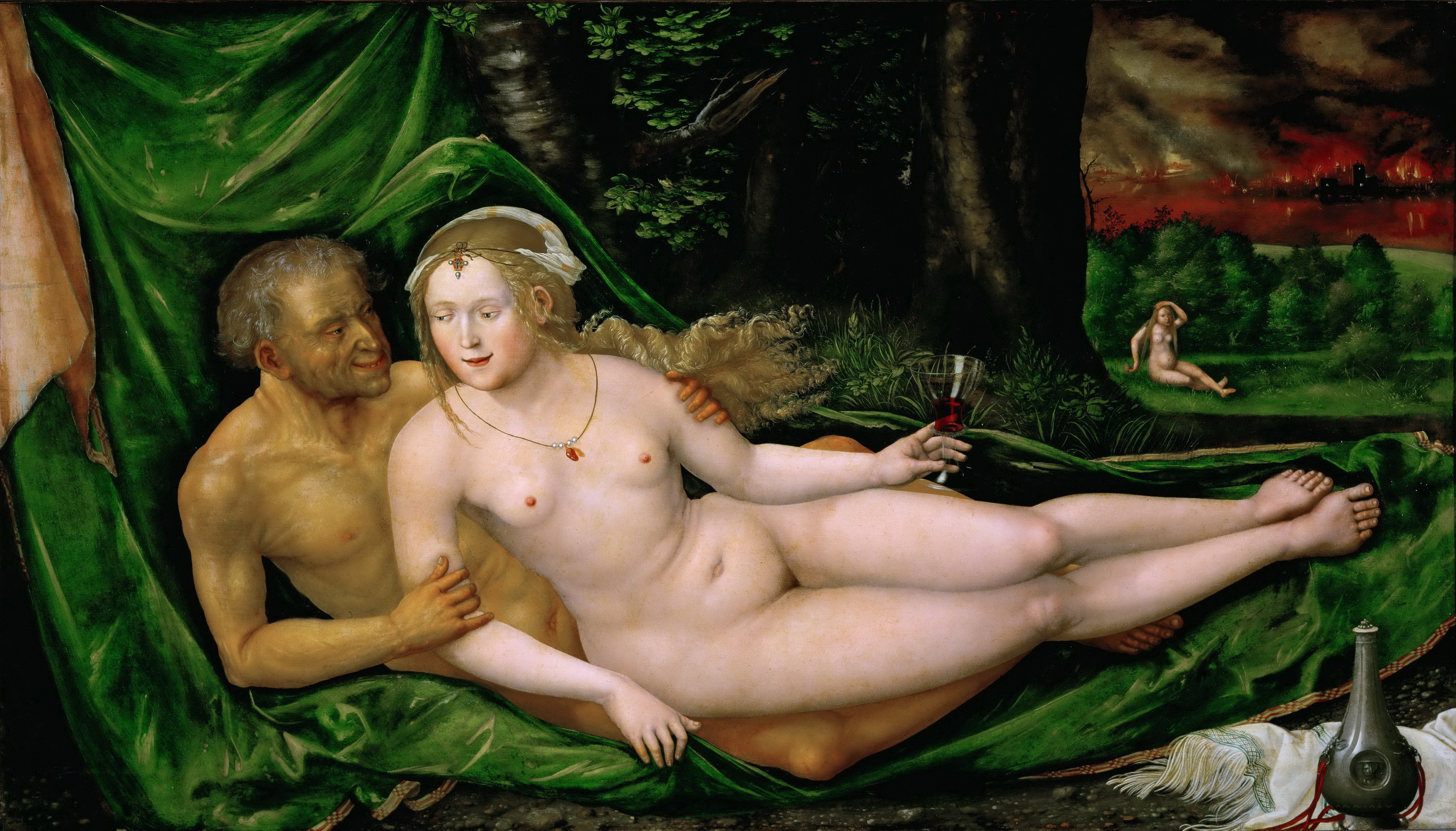
Albrecht Altdorfer, 1537年
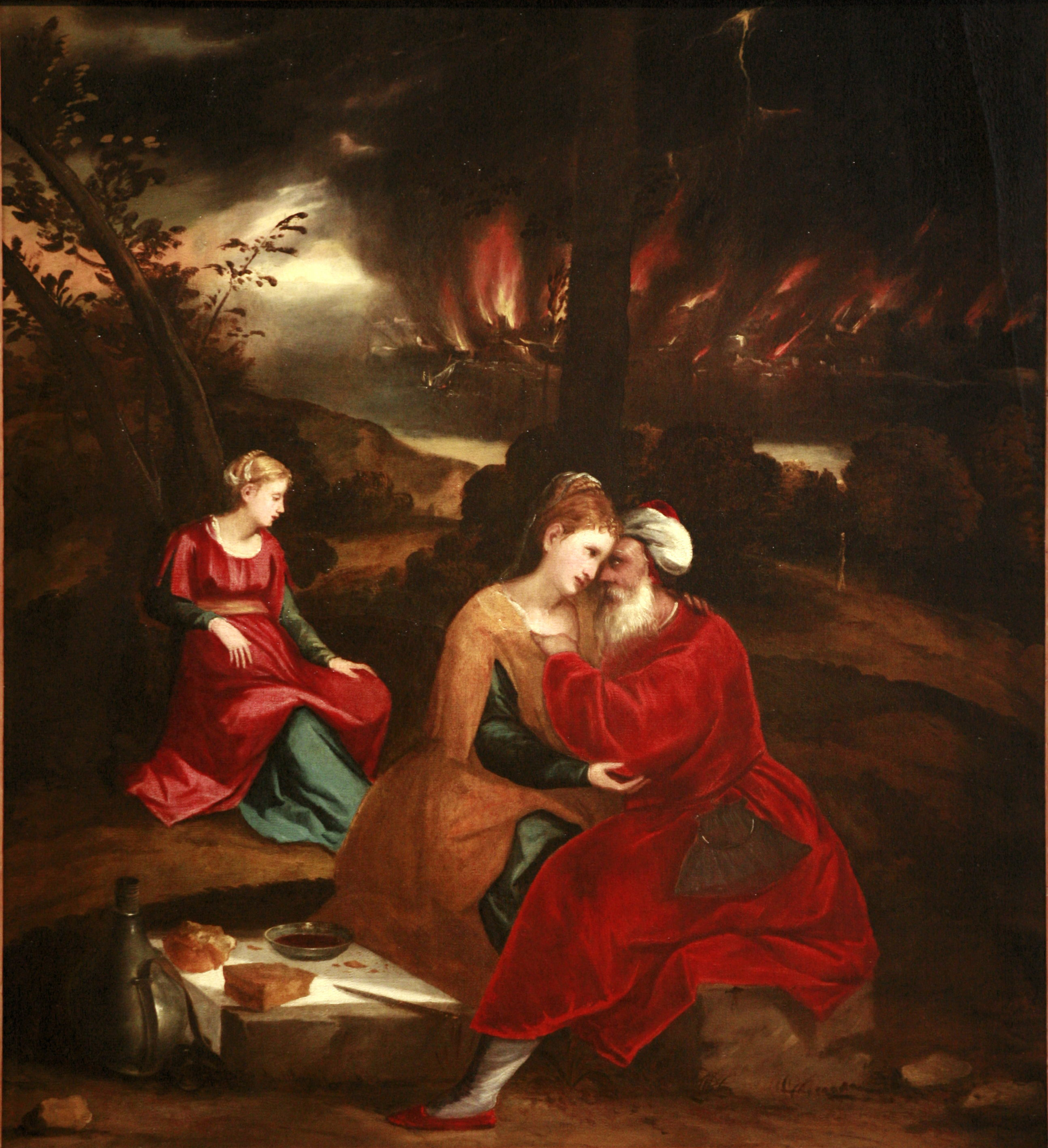
Bonifazio Veronese, Musée des Beaux-Arts de Strasbourg, early-mid 16th century
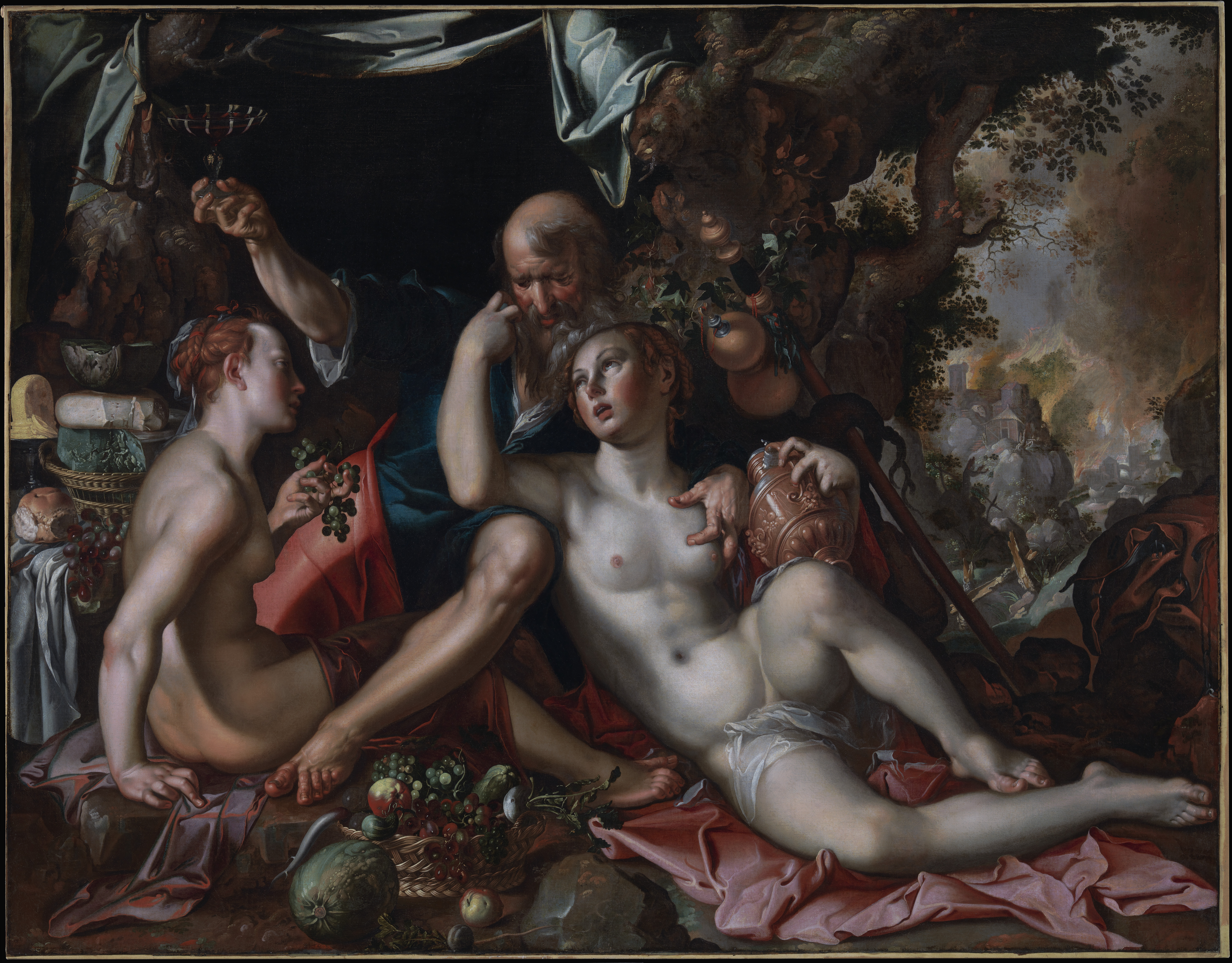
Joachim Antonisz. Wtewael, 約1595年

勾引羅得成為巴洛克藝術熱門話題：

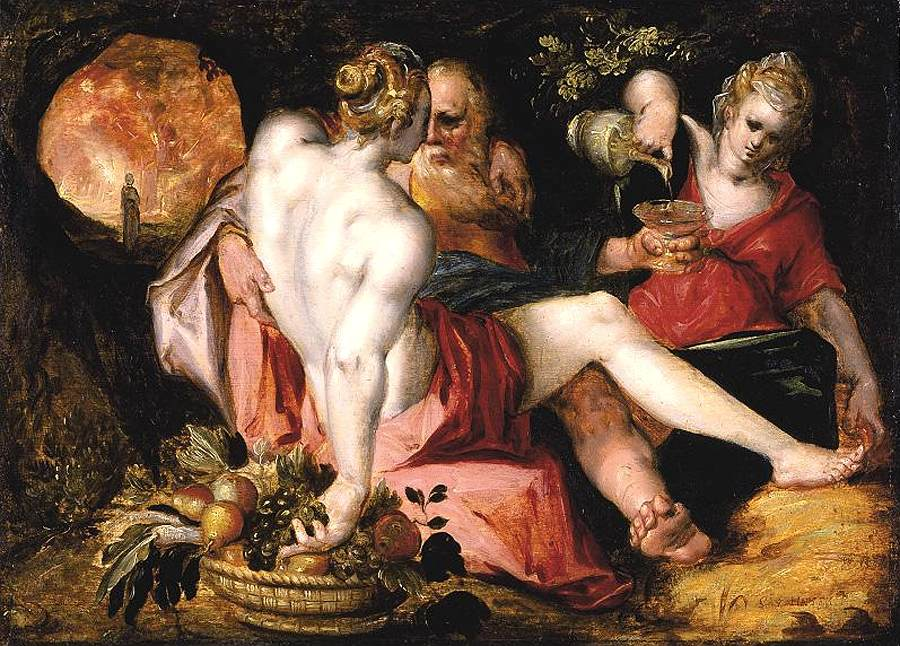
Jan Harmensz. Muller, Lot and His Daughters, 1600
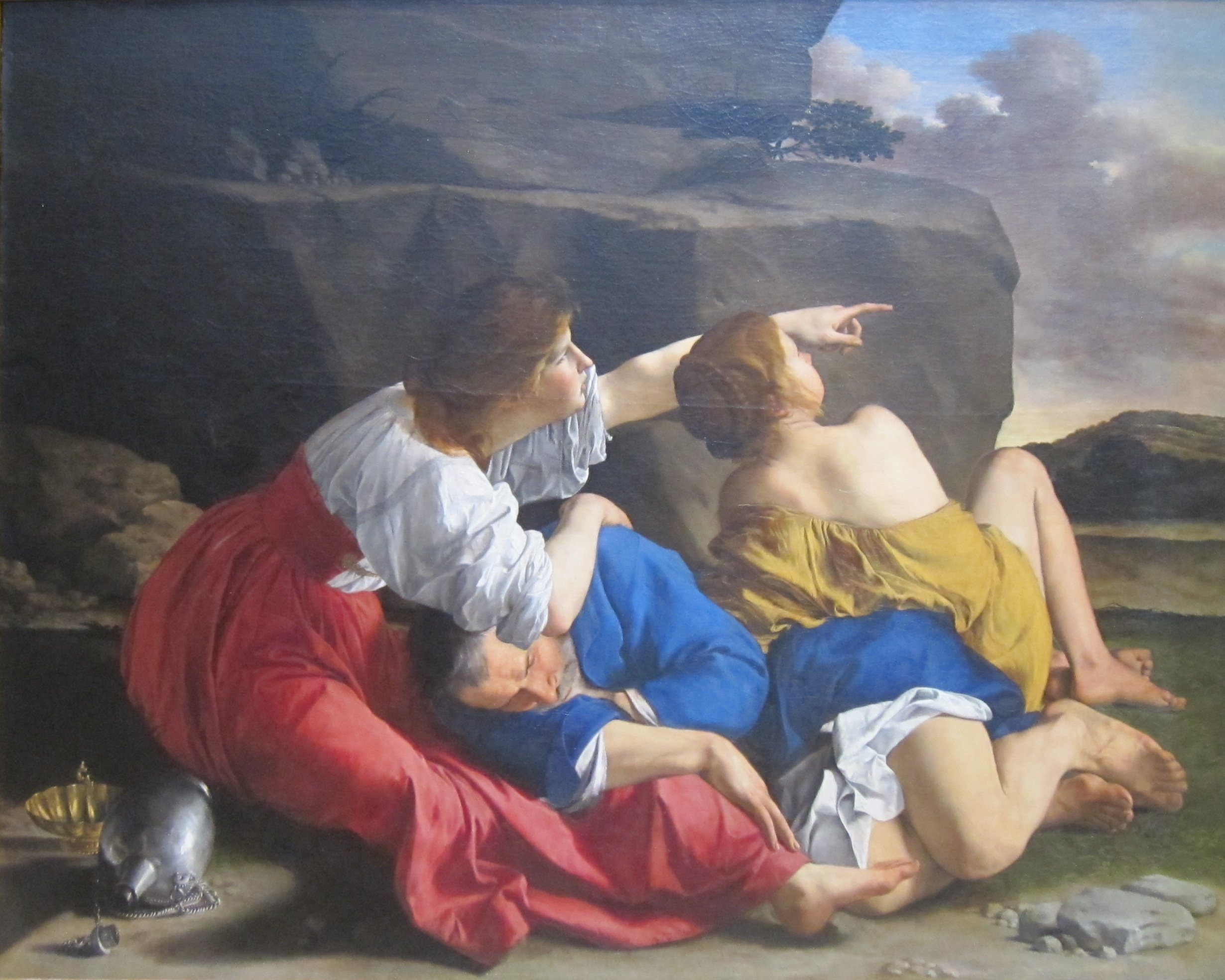
Orazio Gentileschi, circa 1621
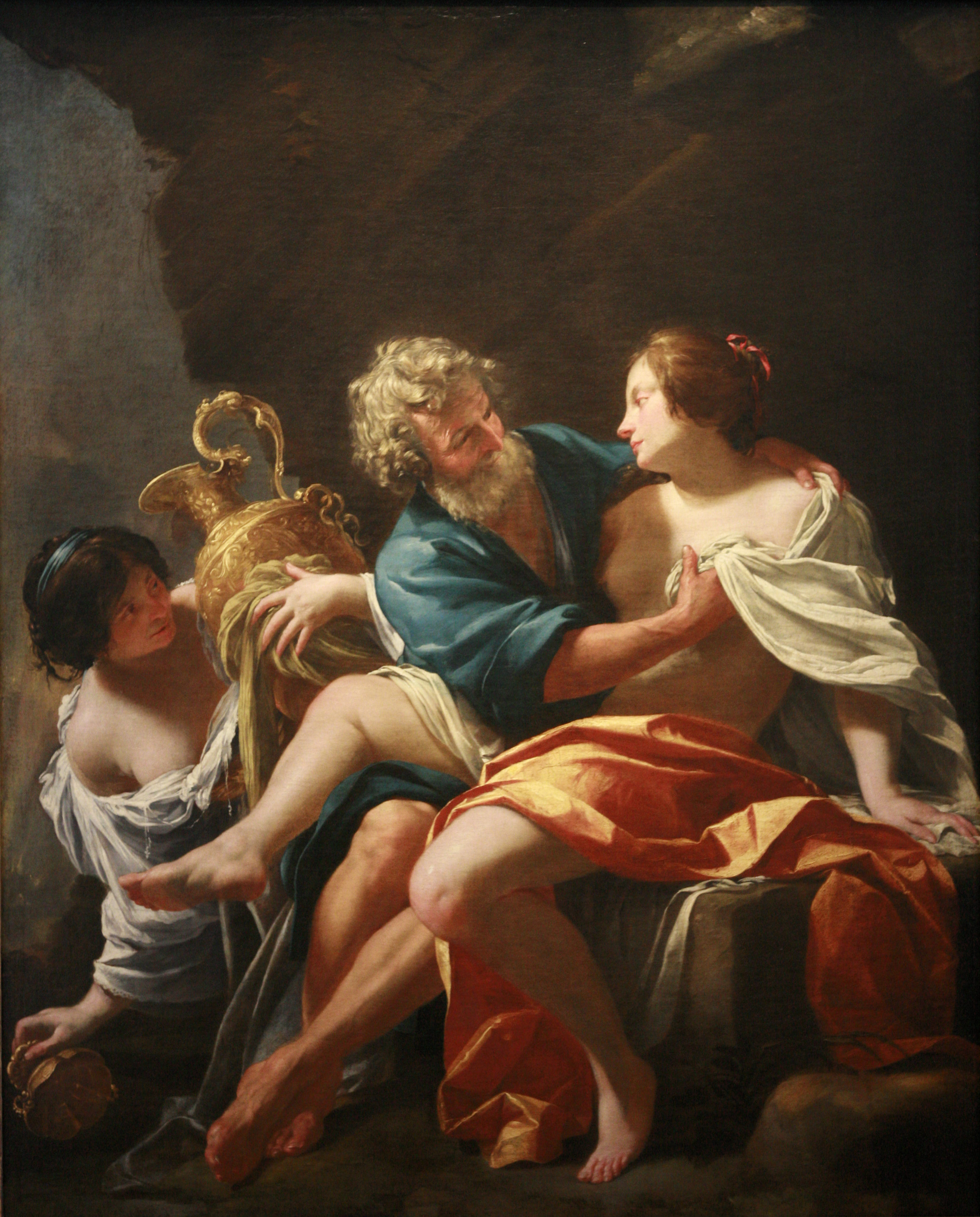
Lot and his daughters by Simon Vouet, 1633.
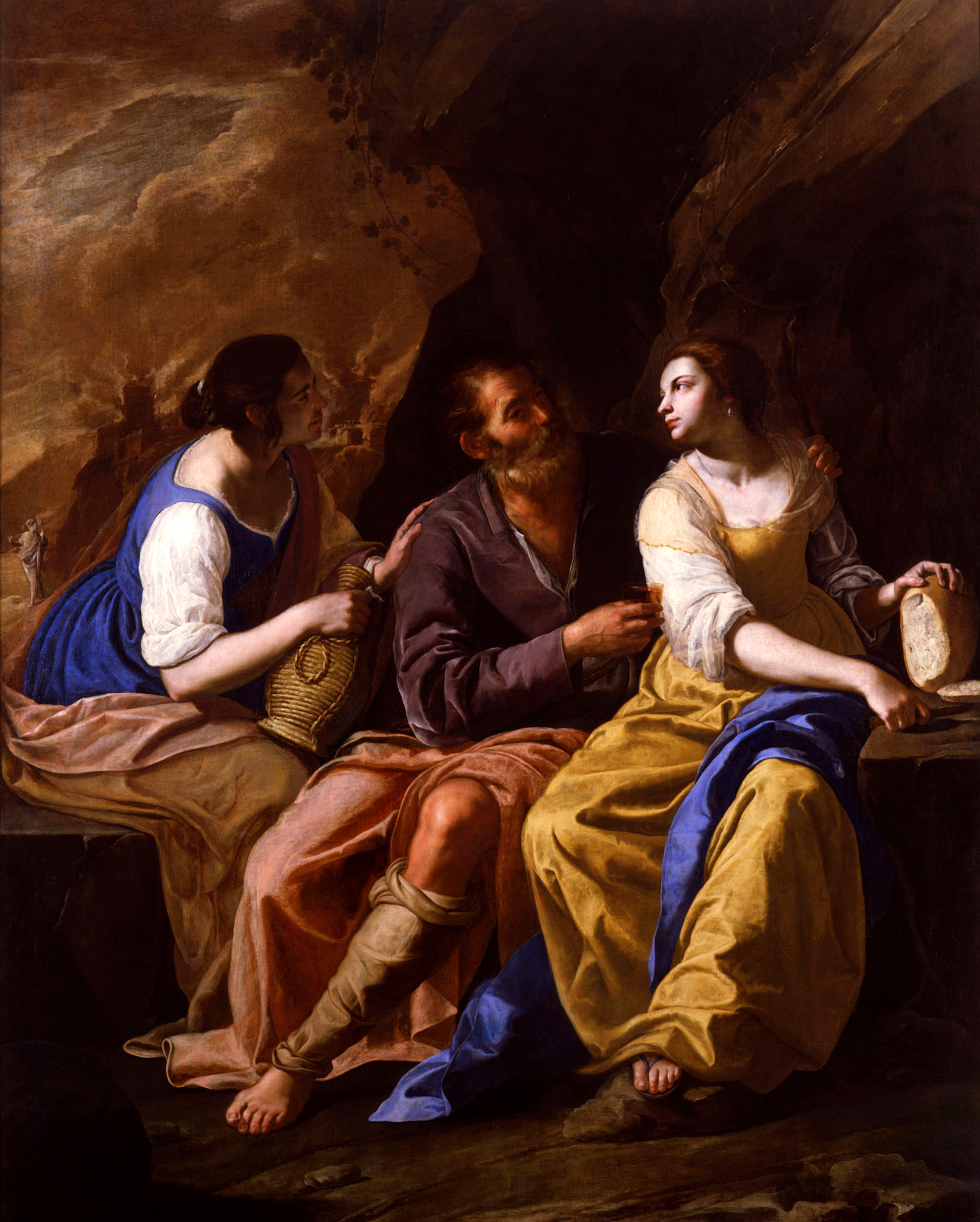
Artemisia Gentileschi, 	1635-1638
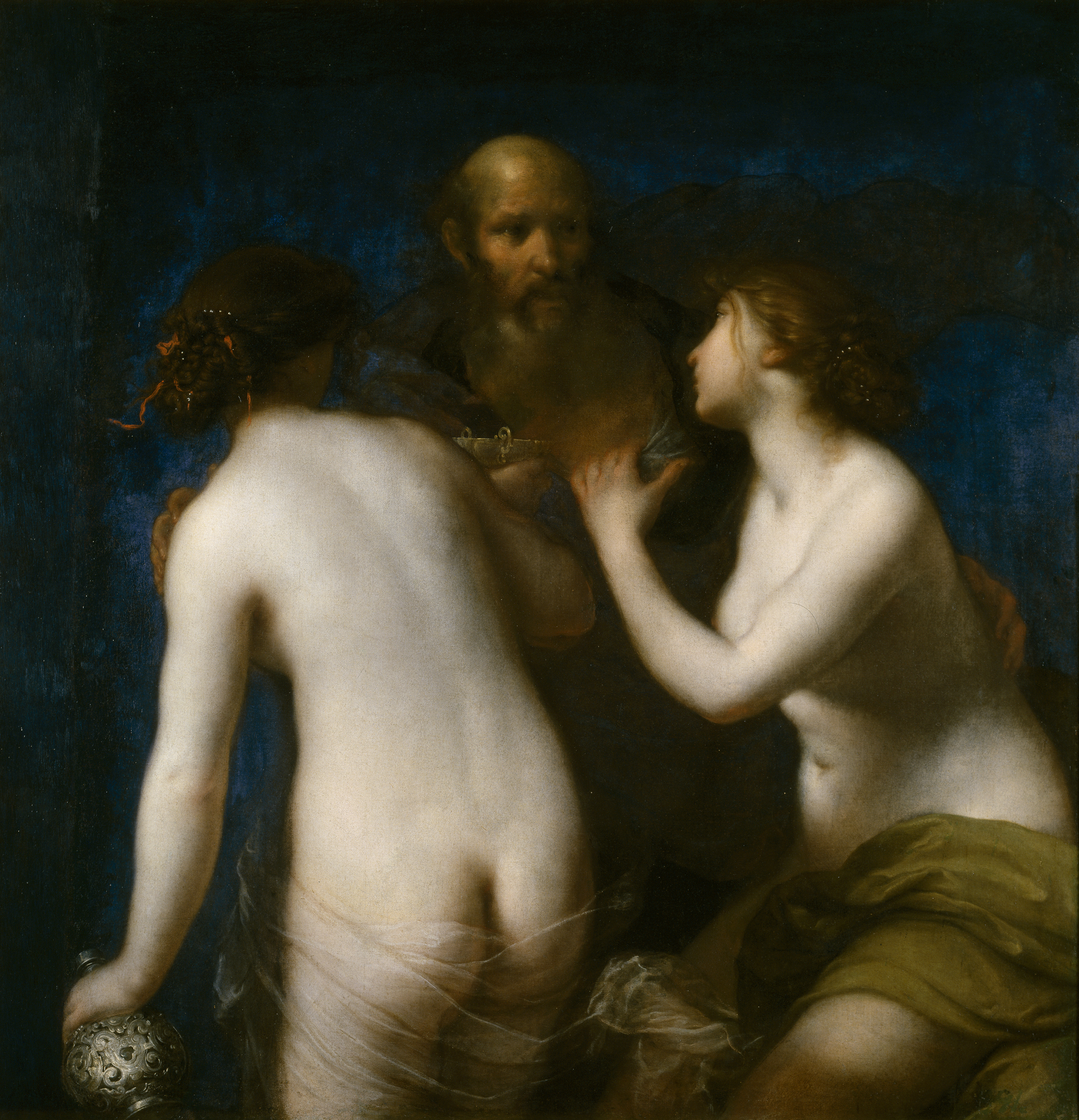
Francesco Furini, circa 1640
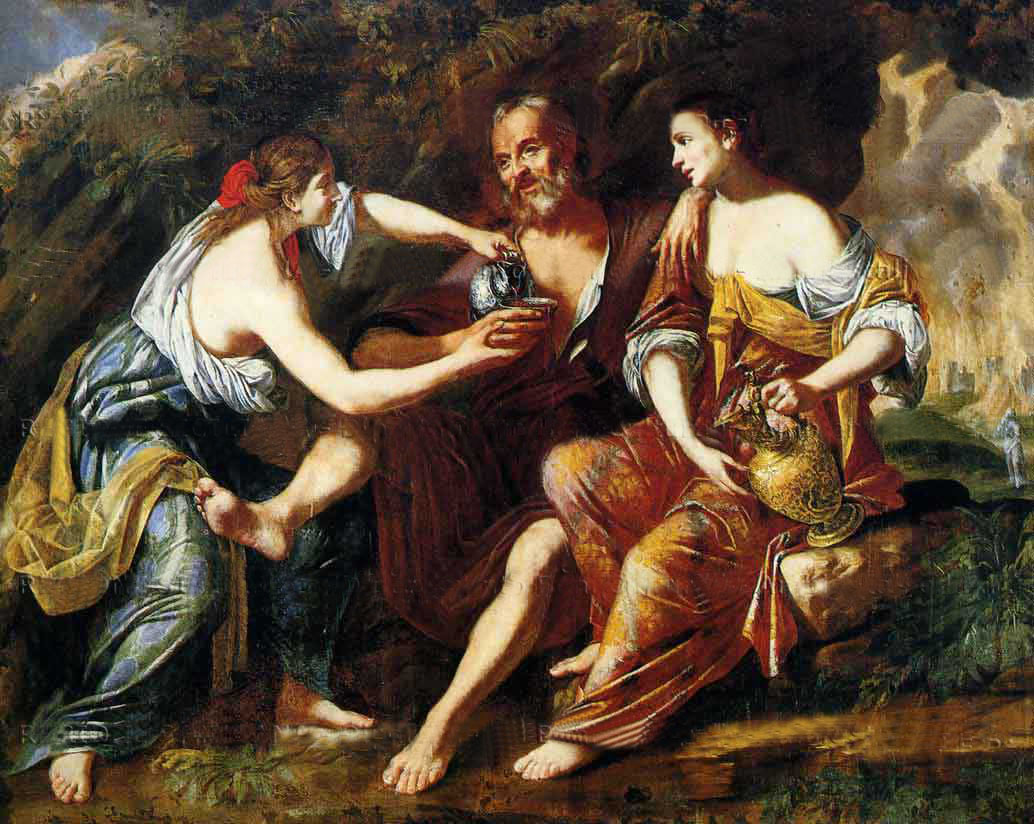
Domenico Marolì, circa 1612-1676
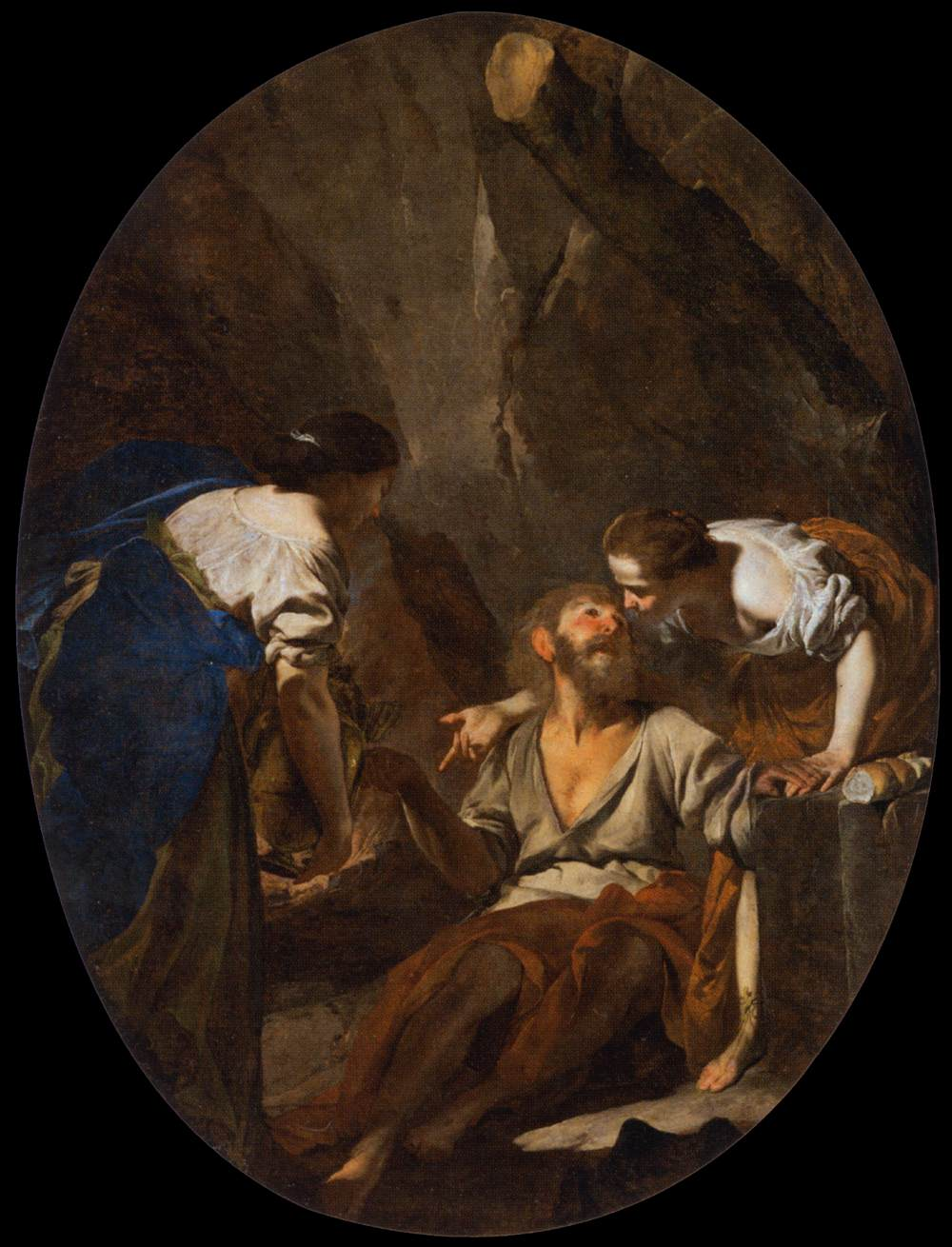
Bernardo Cavallino, between 1644 and 1645
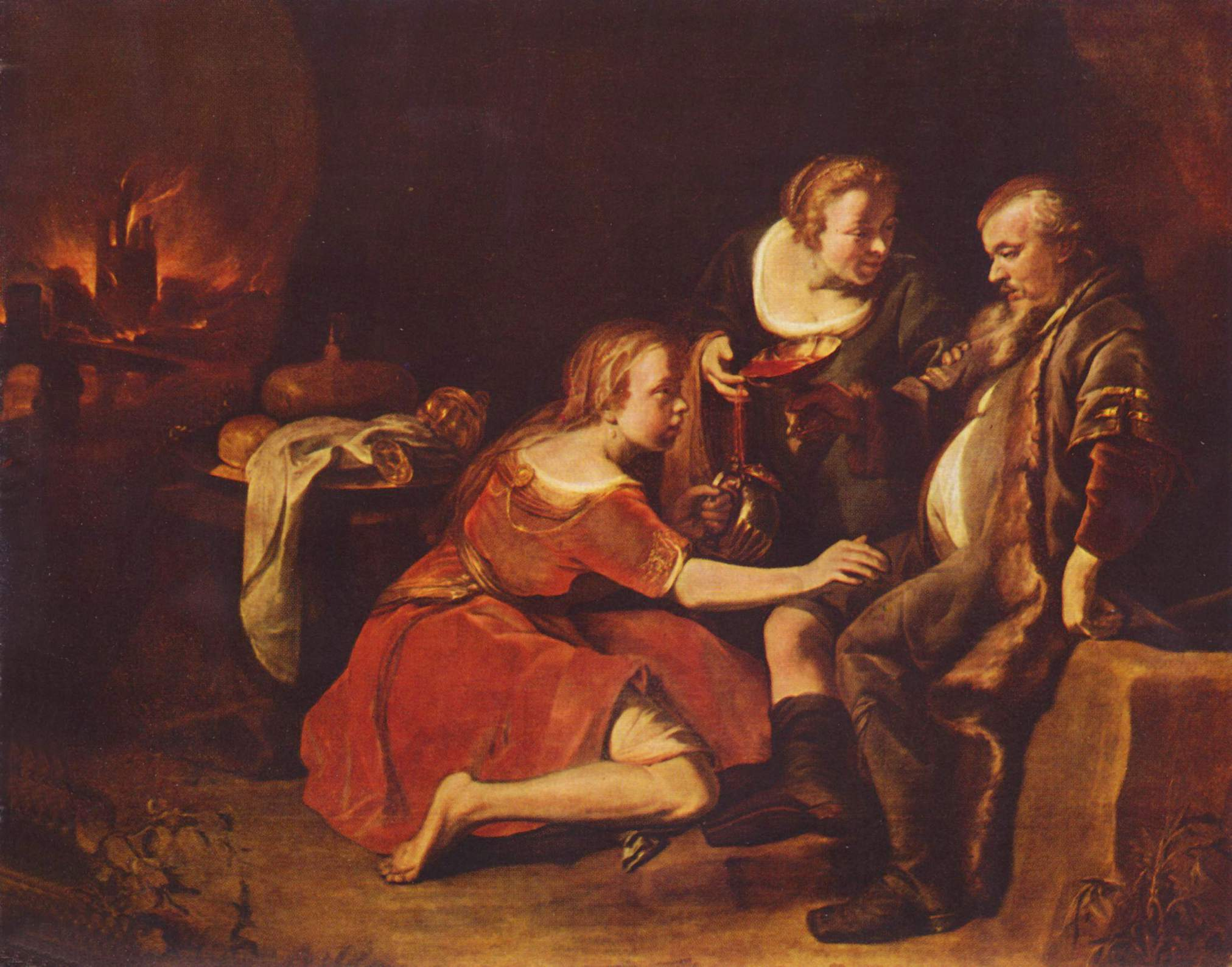
Christopher Paudiß, 1649
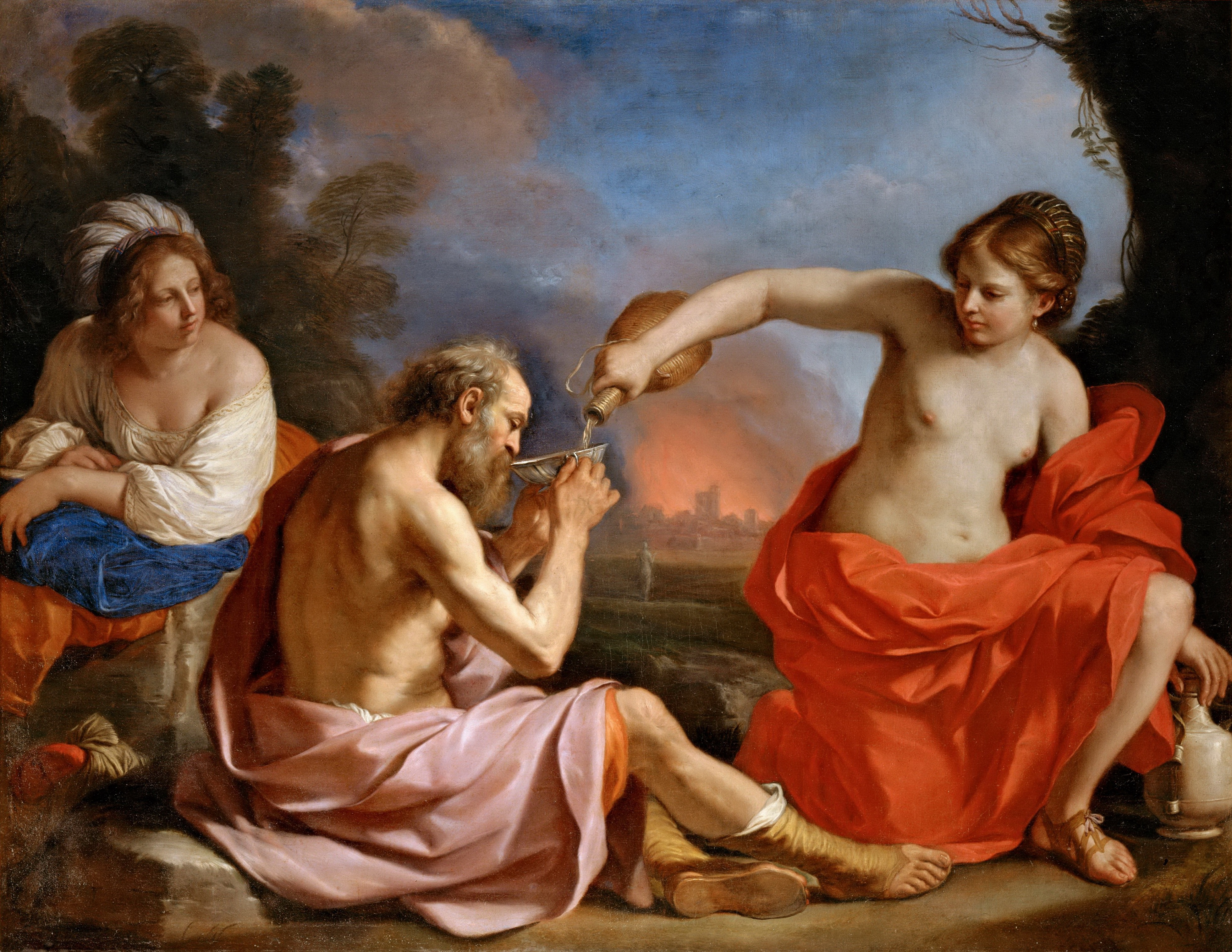
Guercino, 1651
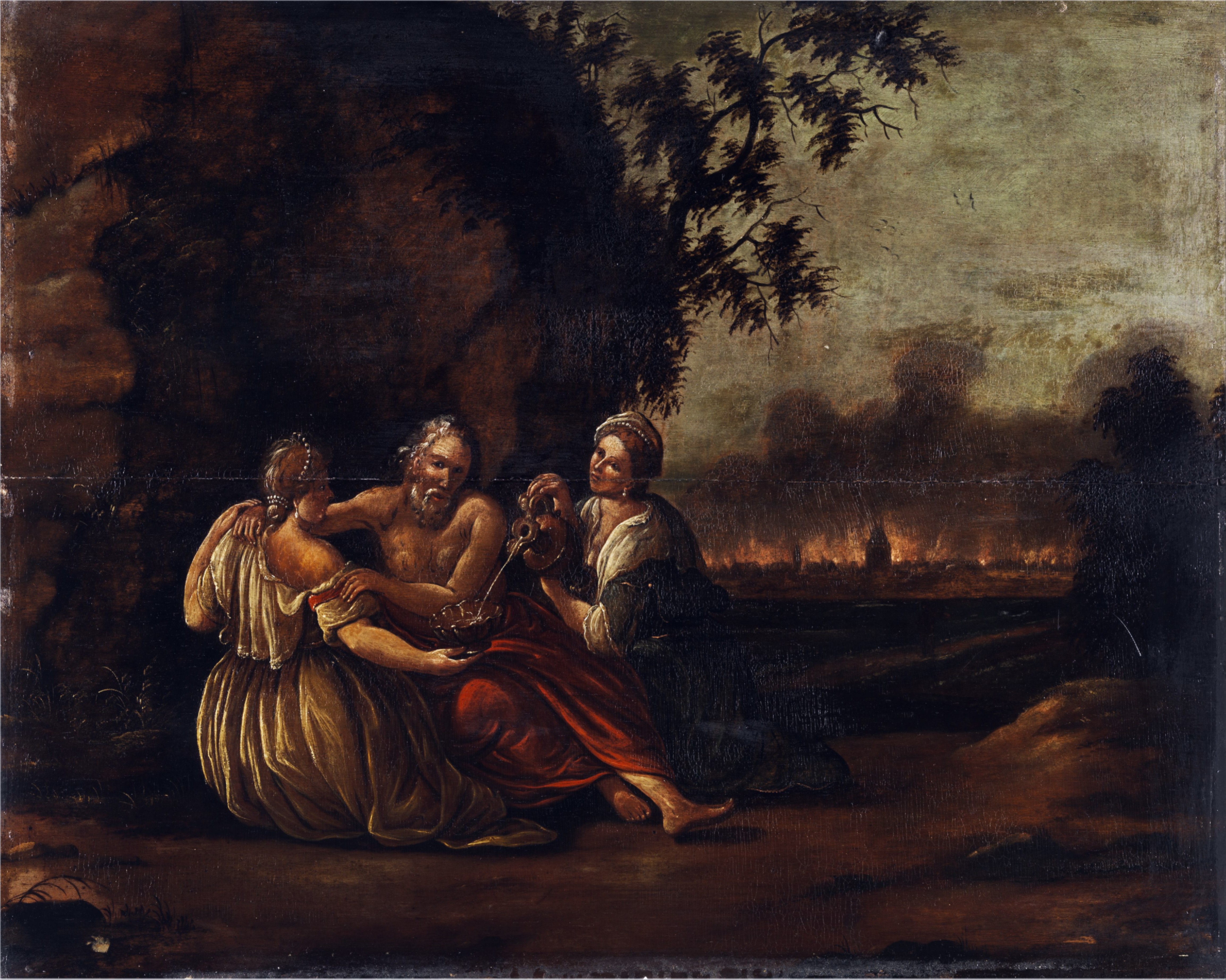
unknown author, 17th century
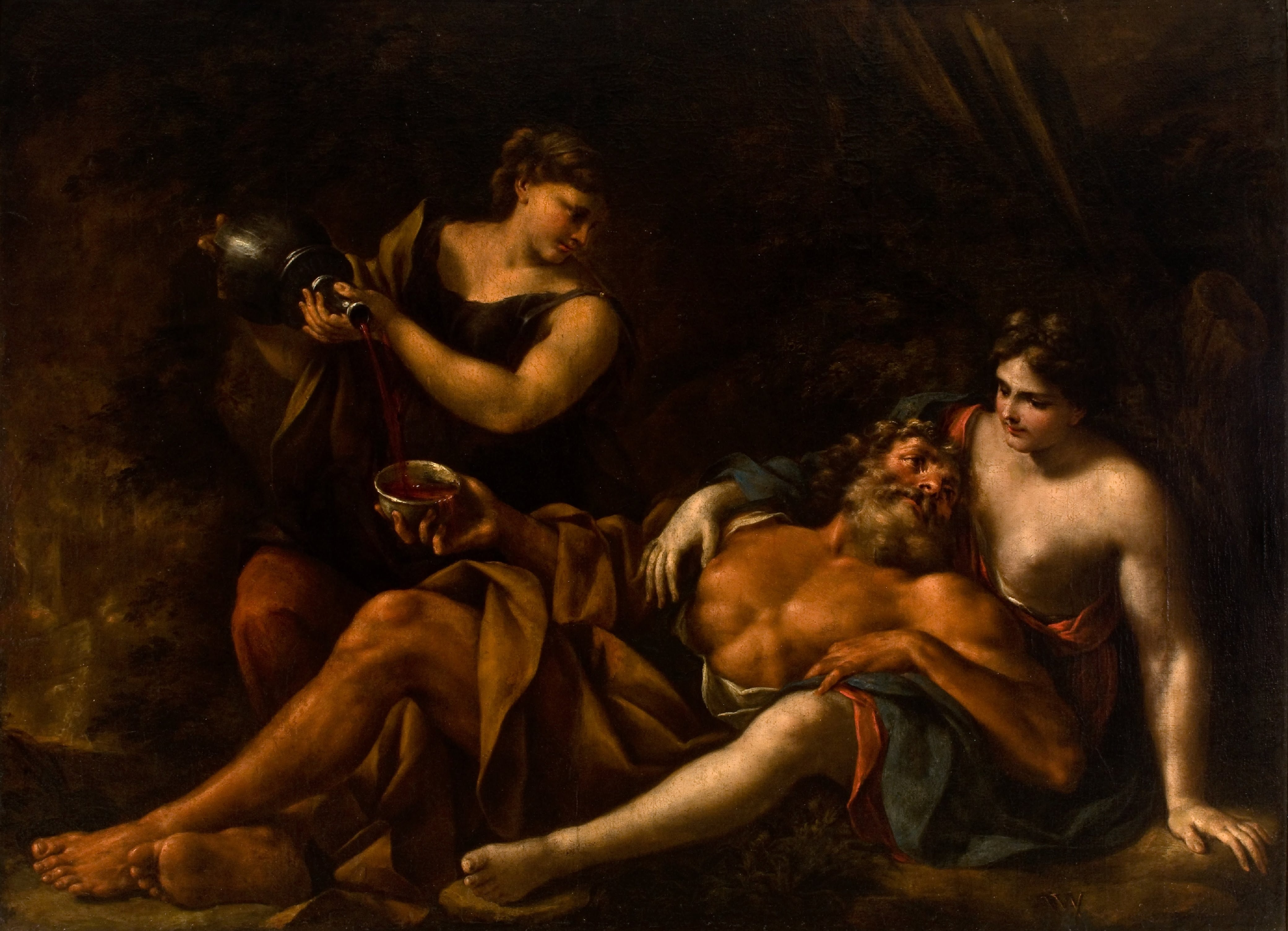
Andrea Vaccaro, 17th century
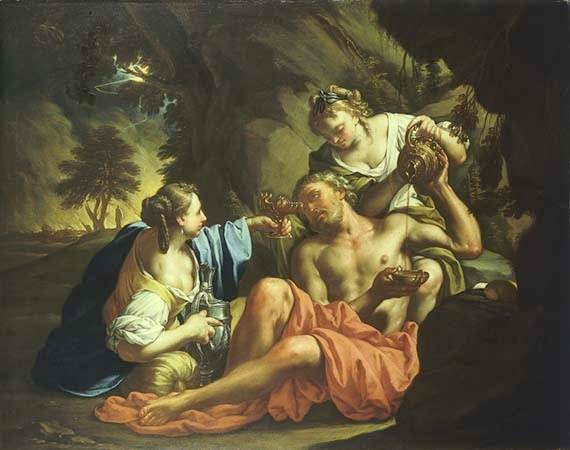
Samuel Masse, 1710s
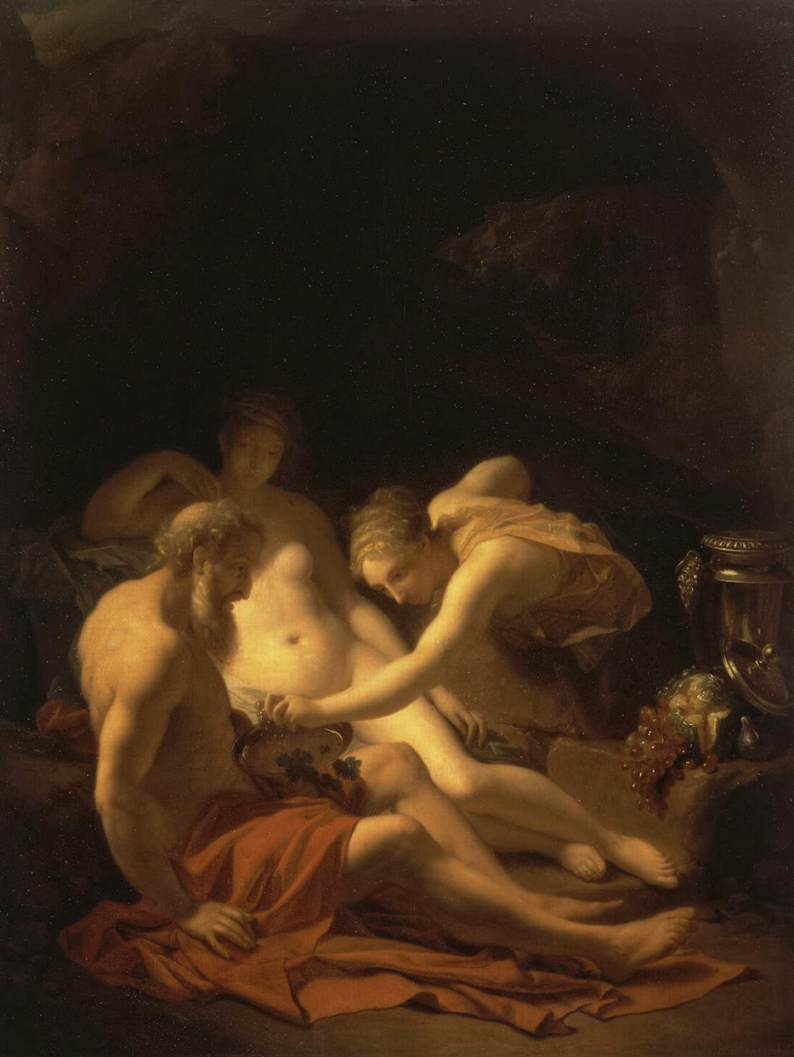
Adriaen van der Werff, 1711
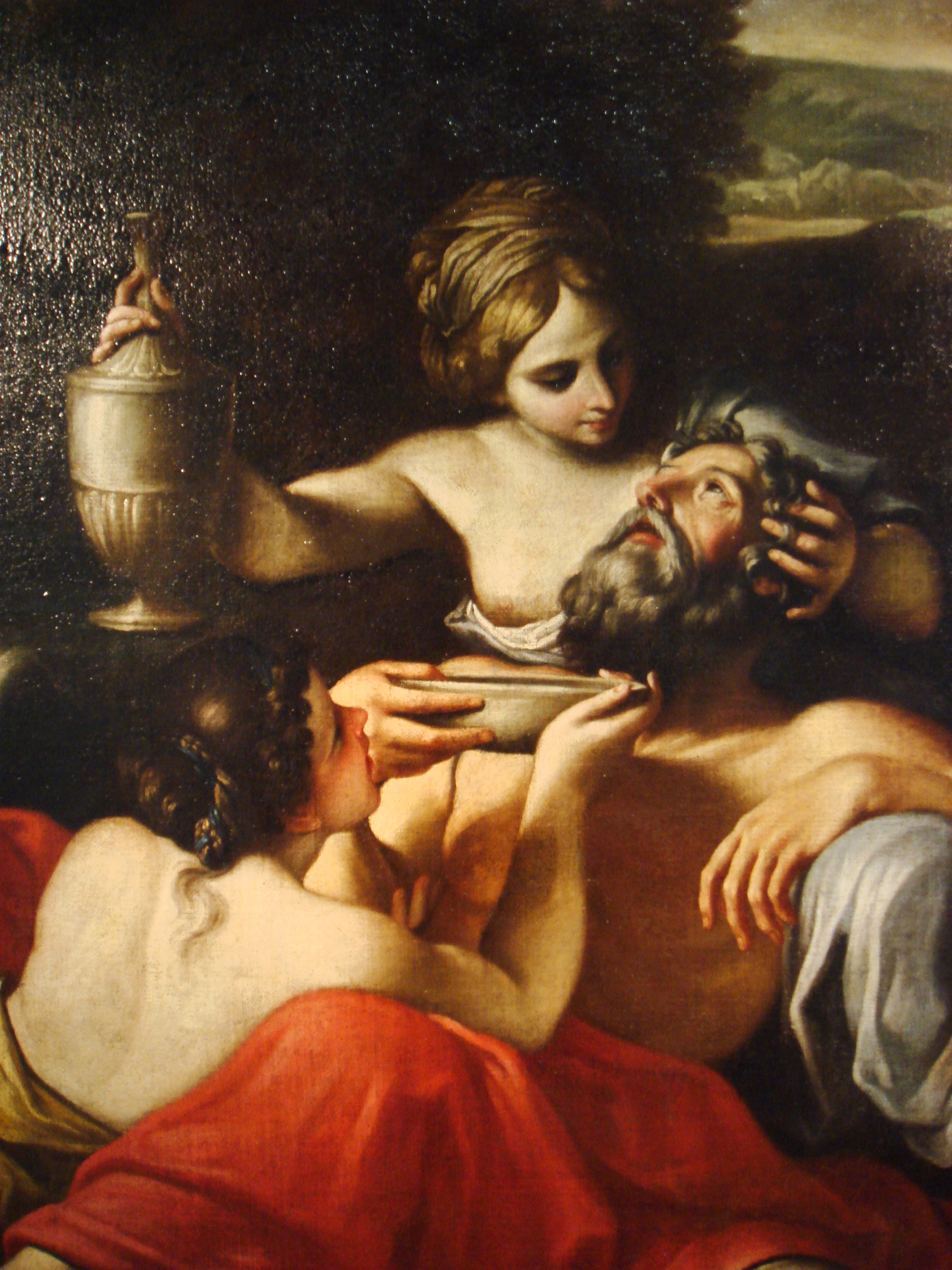
Marcantonio Franceschini
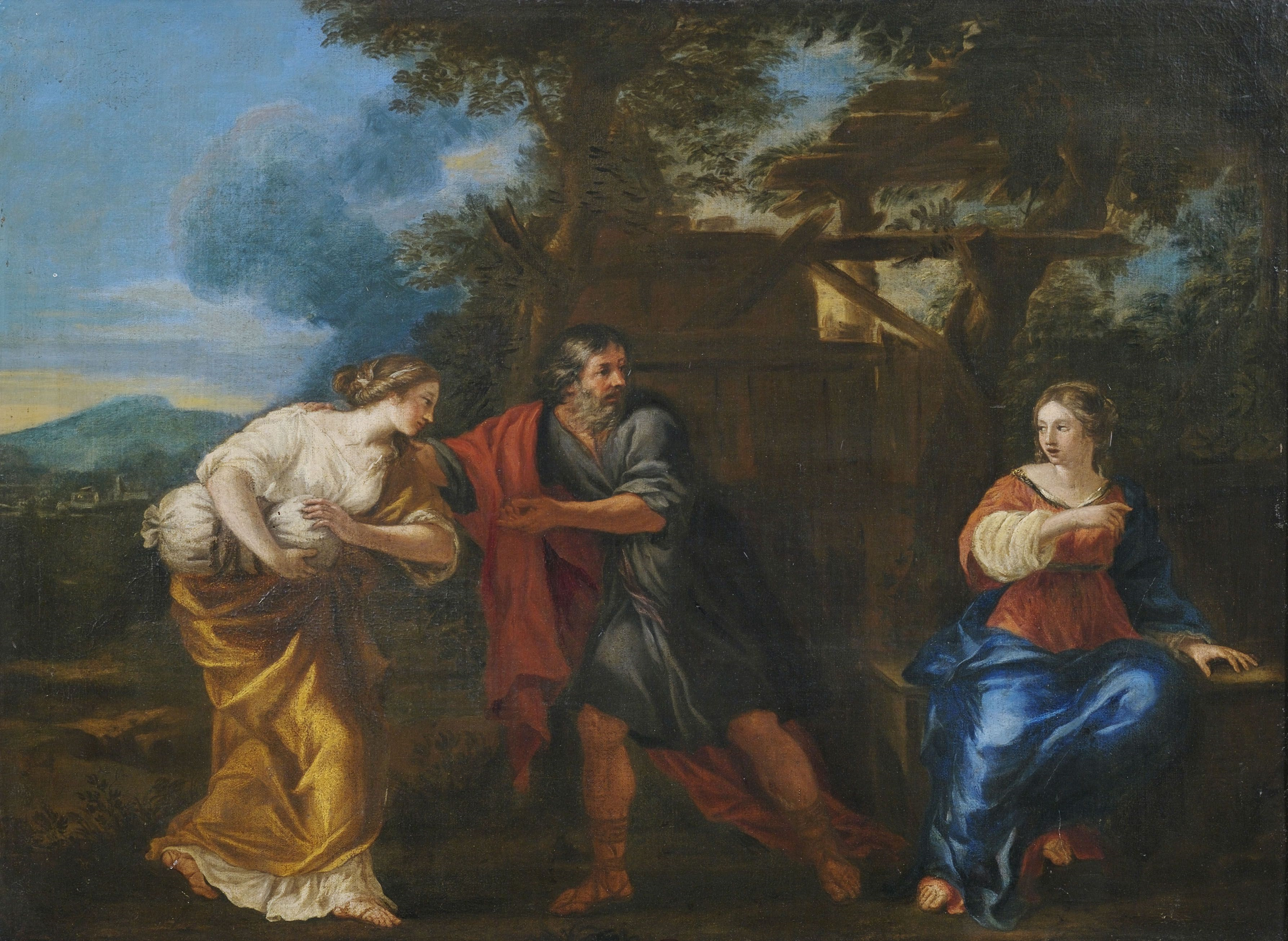
Jacob Van Oost The Younger, between 17th-18th century
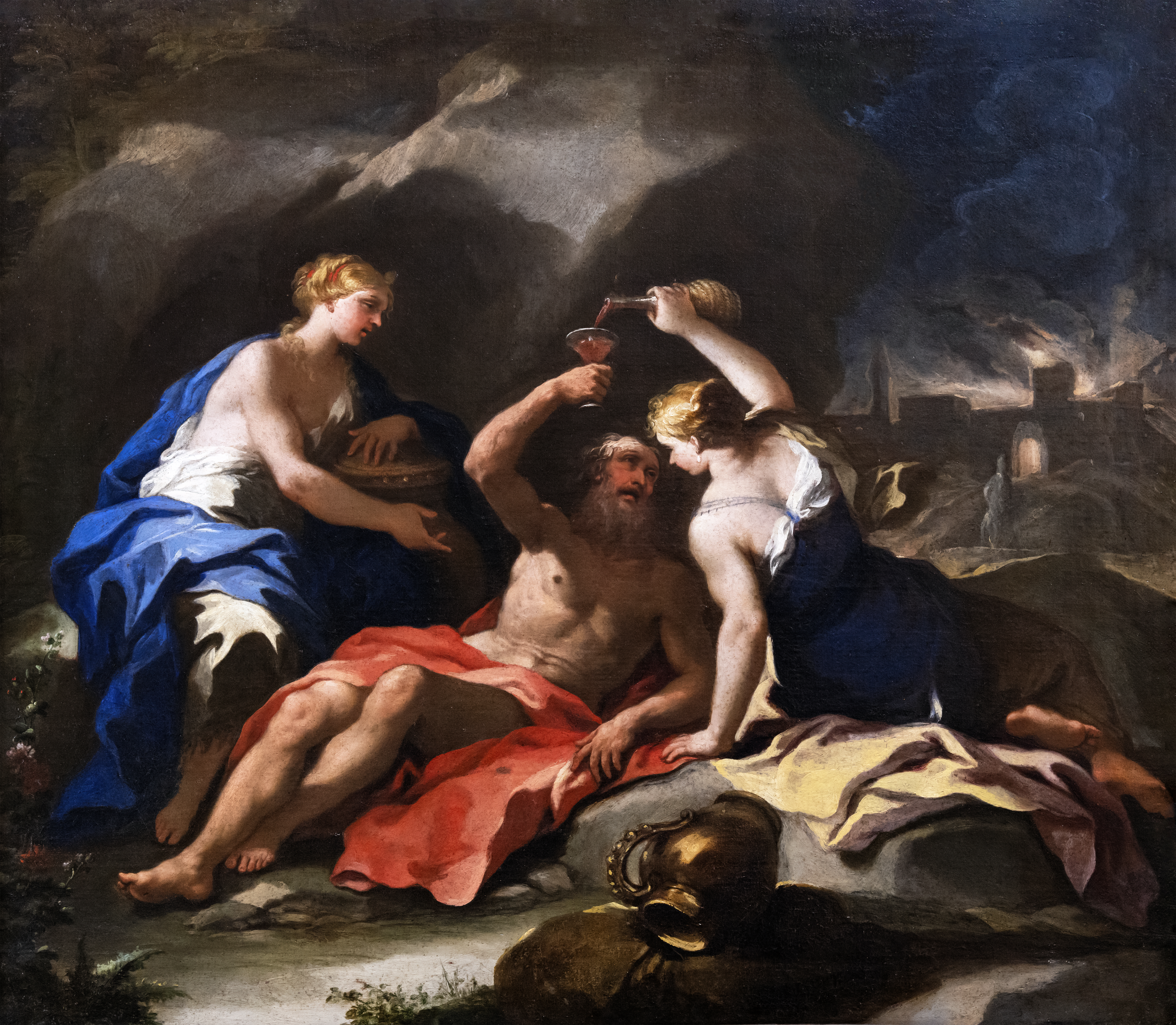
Giovanni Battista Lama, 1673-1748
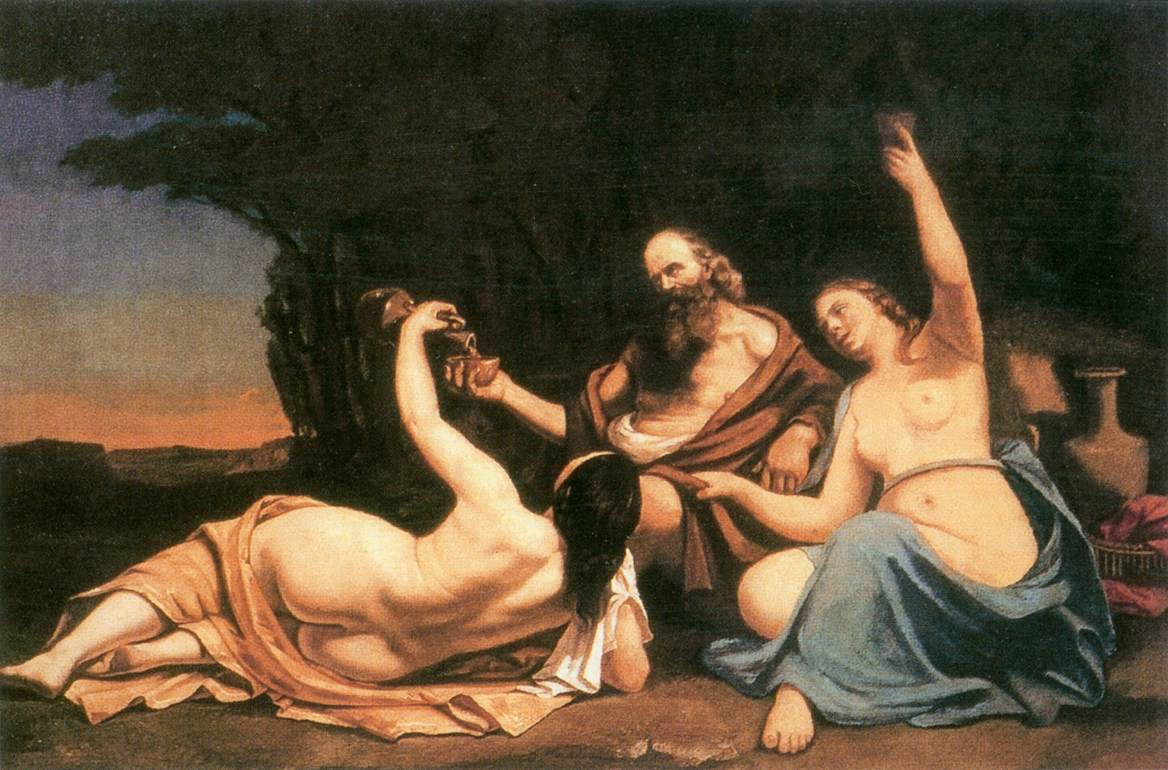
Gustave Courbet, 1844
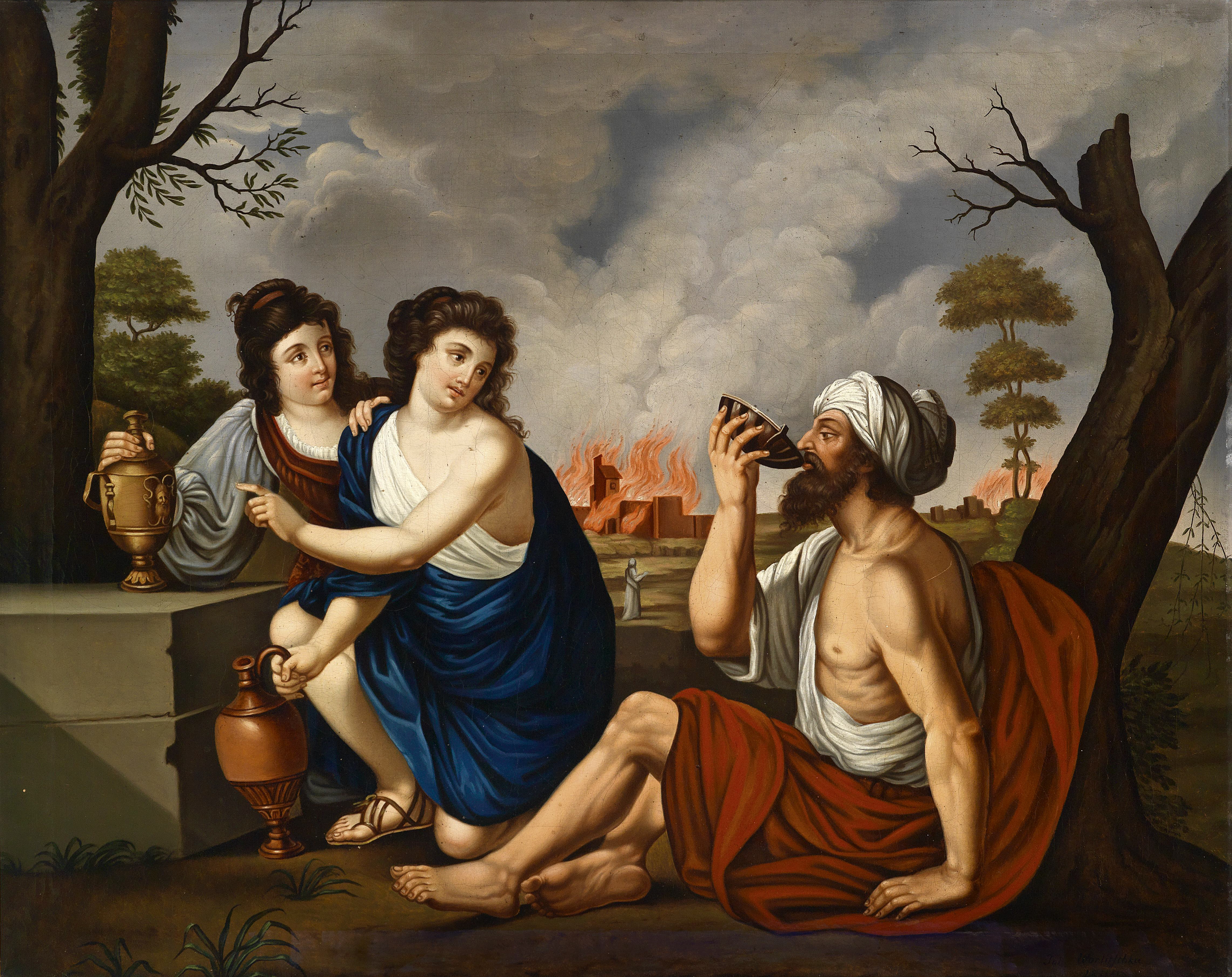
Josef Worlicek, 1844

## 參见
- 創世記
- 亞伯拉罕
- 所多瑪與蛾摩拉